# Leo Breuer
Leo Breuer (* 21. September 1893 in Bonn; † 14. März 1975 ebenda) war ein deutscher Maler und Zeichner.

## Leben
Am 21. September 1893 wird Leo Breuer in Bonn-Endenich als ältester Sohn des Baumeisters Josef Breuer und dessen Frau Katharina geboren. Den Realschulabschluss erwirbt er am 13. März 1907. Anschließend beginnt Leo Breuer eine Ausbildung zum Kaufmann und Reklamezeichner. 1912 beginnt der junge Mann ein Studium an der Kunstgewerbeschule in Köln. Drei Jahre später, 1915, wird er zum Kriegsdienst im Russlandfeldzug einberufen. Bei den Rokitnosümpfen wird er gefangen genommen, er kommt in ein Lager in Kasan an der Wolga. Dort setzt Leo Breuer seine künstlerischen Fähigkeiten ein und wird Theaterdekorateur am Soldatentheater.
1918 kehrt Leo Breuer nach Deutschland kurz vor Kriegsende zurück und setzt die Ausbildung an der Kunstgewerbeschule in Köln fort. Dem Kirchenmaler Willi Stucke sen. assistiert er bei der Ausmalung von St. Familia (Kassel). An der Kunstakademie in Kassel führt Leo Breuer sein Studium weiter. 1921 richtet er ein Atelier in Bonn im Elternhaus ein und nimmt bis 1924 regelmäßig an Ausstellungen in seiner Heimatstadt teil. Drei Jahre später wechselt er in ein Atelier, das sich in der Nähe des Botanischen Gartens befindet. 1924 heiratet Leo Breuer Helene Elsler. Den 1. Preis im Wettbewerb um das Plakat zur Jahrtausendfeier der Rheinlande erhält der Künstler 1925. Im selben Jahr führt er eine Studienreise nach Italien durch und beginnt nach seiner Rückkehr in Bonn mit der Arbeit als Theatermaler.
1926 reist der Künstler das erste Mal nach Paris; sein heimatliches Atelier befindet sich seit diesem Jahr in Beuel. Neben diesem Atelier erwirbt er 1927/28 eins in Düsseldorf und übt von dort eine Tätigkeit am Rheinischen Städtebundtheater (Neuss) aus. 1929/30 wird Leo Breuer künstlerischer Beirat am Stadttheater in Koblenz. Ein weiteres Atelier eröffnet Leo Breuer 1930 in Berlin; an der Moritz-Diesterweg-Schule in Berlin wird er Zeichenlehrer. Im selben Jahr beginnt er mit einer Arbeit als Illustrator für den Querschnitt und die (katholische) Kirchenzeitung. Eine erste Einzelausstellung seiner Werke findet in der Galerie Fritz Gurlitt 1933 statt.
1934 muss Leo Breuer nach Den Haag emigrieren. Dort gibt es eine Ausstellung seiner Werke in der Galerie Het Center, zusammen mit Marianne Jovy. 1935 reist er für eine Ausstellung nach Brüssel. Von Helene Elsler lässt er sich scheiden. 1938–39 bemüht er sich in Köln um neue Ausweispapiere. 1940 kehrt der Künstler nach Brüssel zurück und nimmt an der Ausstellung L’art n’a pas de patrie teil. 1940 wird er am 5. Mai festgenommen und interniert in St. Cyprien. Am 22. Oktober wird Leo Breuer in das Internierungslager Gurs verlegt, da das Lager Saint-Cyprien im Sturm überflutet wurde. In dem neuen Lager übt er die Tätigkeit als Sekretär der katholischen Lagergruppe aus. Am 27. November 1940 wird Leo Breuer befreit und kommt in ein Auffanglager des Abbé Glasberg in Chansaye nördlich von Lyon. 1943 flüchtet er vor den deutschen Besatzern in den Untergrund und taucht im Centre Cazaubon des Abbé unter dem Decknamen Leon Brun auf.
Am 2. März 1945 wird Leo Breuer aus Cazaubon entlassen; sein Wohnsitz und Atelier ist in den nächsten Jahren Paris. Dort stellt er im Haus der Quäker aus; er lernt Auguste Herbin kennen und befreundet sich mit ihm. Auf Einladung von Herbin nimmt er 1946 am 1. Salon des Réalités Nouvelles (= RN) teil. 1949 heiratet Leo Breuer Annie Wartenberger. Sein Atelier befindet sich in der Rue Archereaux 48. Freundschaften schließt er mit zahlreichen Künstlern, die in Paris leben, darunter Antoine Pevsner, Frank Kupka, Albert Gleizes, Alberto Magnelli und Michel Seuphor.
Ein erster Besuch nach dem II. Weltkrieg in Bonn findet 1950 statt. Im selben Jahr werden Werke von ihm in einer Ausstellung in der Pariser Galerie Colette Allendy ausgestellt. 1952 gibt es eine erste Ausstellung mit der Bonner Künstlergruppe. 1953 eröffnet Leo Breuer in seiner Geburtsstadt wieder ein Atelier. In Paris wird er Vorstandsmitglied des Salon RN. Zwei Jahre später erhält er das Amt des Archivisten des Salon. Er organisiert Ausstellungen des Salon in Lyon, Nantes, Lille, London und Recklinghausen. Leo Breuer wird Mitglied der Bochumer Künstlergruppe Der Hellweg.
1956 tätigt das Bonner Städtische Kunstmuseum erste Ankäufe. Seit 1957 ist der Künstler regelmäßiger Teilnehmer der Ausstellungen des Deutschen Künstlerbundes. In Knokke lernt er Luc Peire kennen und lädt ihn in den Salon RN ein. 1960 eröffnet Leo Breuer sein Atelier in der Rue Patay, Paris; er wird Mitglied der deutsch-französischen Gruppe MESURE MAß. Im Jahr 1963 finden Wanderausstellungen seiner Werke in Hagen, Bonn, Trier und Kaiserslautern statt. 1964 erhält Leo Breuer den Auftrag für zwei Wandbilder der Gottfried-Kinkel-Realschule in Bonn-Kessenich, ein Jahr später für das Foyer der Universitätspolikliniken Bonn. 1968 wird eine Retrospektive im Mittelrhein-Museum Koblenz und in der Galerie Baukunst in Köln eröffnet, organisiert von Maria Velte; Gründungsmitglied der Gruppe Construction et Mouvement (CO-MO).
Erste Reliefs des Künstlers zeigt 1969 die Pariser Galerie Riquelme. Im selben Jahr erhält er den Auftrag für die Gestaltung eines Glasfensters und eines Holzkreuzes für das St. Josefs-Internat der Franziskaner in Bonn-Endenich. Im Rheinischen Landesmuseum Bonn wird eine Retrospektive gezeigt. Zu seinem 80. Geburtstag erhält Leo Breuer Ehrungen von Bundeskanzler Willy Brandt und durch die Stadt Bonn. Ein letztes Wandrelief für eine Schule in Angers gestaltet der Künstler 1974. Ein Jahr später, am 14. März 1975, stirbt Leo Breuer in Bonn-Küdinghoven, wo er seit 1974 lebte und arbeitete.

## Schaffen
Die frühen Werke des Künstlers waren noch vom Realismus bestimmt. Der französische Maler Auguste Herbin beeinflusste und bestimmte seinen Malstil hin zur Abstraktion mit Konzentration auf Objekte und Farben. Er bekam Kontakt zu dem Maler Hans Hartung und dem Keramiker Michel Seuphor. Über Auguste Herbin und Antoine Pevsner dann auch zu weiteren Kunstschaffenden des „Salon des Réalités Nouvelles“, an deren jährlichen Ausstellungen er ab 1946 bis 1975 regelmäßig teilnahm; ab 1953 war er Vorstandsmitglied in dieser Künstlergruppe. Um seine reduzierende Kunst verstärkt zum Ausdruck zu bringen, wählte er in seinen Werken oftmals die Form von Reliefarbeiten. Ab 1953 war Breuer auch Mitglied der Künstlergruppe Bonn sowie des Deutschen Künstlerbundes.
Zahlreiche seiner Werke hat er dem Rheinischen Landesmuseum Bonn überlassen, das einen beachtlichen Teil davon ausstellt. Diese Überlassung war verbunden mit der Ausschreibung eines Preises zur Förderung von Nachwuchskünstlern.
Der nach ihm benannte Leo-Breuer-Förderpreis wird vom Landschaftsverband Rheinland mit derzeit 5000 Euro dotiert und im zweijährigen Rhythmus vom Rheinischen Landesmuseum Bonn ausgeschrieben und verliehen.
Der schriftliche Nachlass von Leo Breuer befindet sich im Rheinischen Archiv für Künstlernachlässe in Bonn.
1985 wurde in Bonn der Leo-Breuer-Weg nach ihm benannt.

## Ausstellungen
- 2015: Eine retrospektive Einzelausstellung fand im Frühjahr 2001 im Bonner Arithmeum unter dem Titel Die Suche nach dem Wesentlichen statt.[7]
- 2021/2022: Rückkehr der Moderne. Leo Breuer in Koblenz, Paris und Bonn. Mittelrhein-Museum, Koblenz[8]